# Creatividad computacional

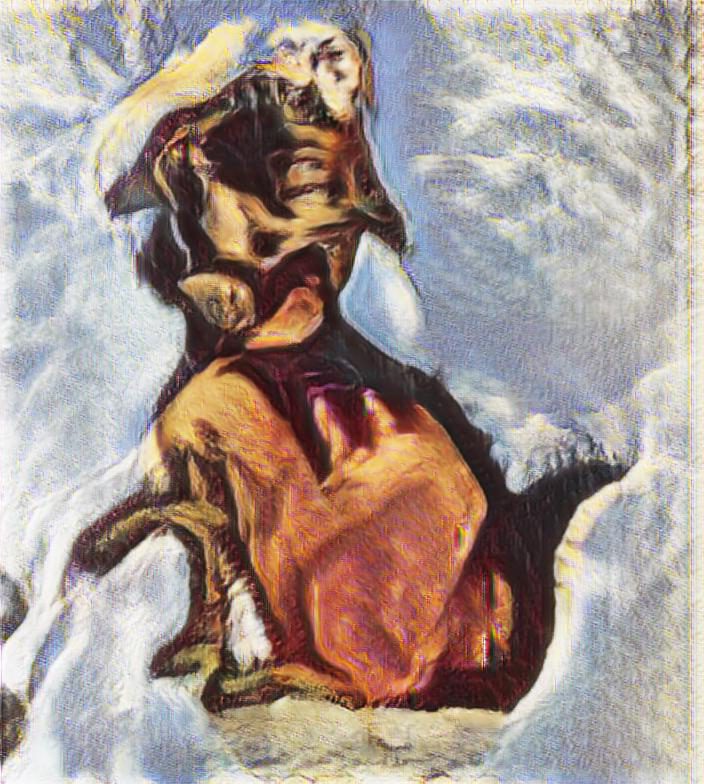
Una de las imágenes utilizadas en la primera publicación del mundo de una obra de arte sobre IA (Inteligencia Artificial).

La creatividad computacional (también conocida como creatividad mecánica, informática creativa o computación creativa) es un esfuerzo multidisciplinario que está localizado en la intersección de los campos de inteligencia artificial, la psicología cognitiva, la filosofía y las artes. Su objetivo es modelar, simular o replicar la creatividad humana utilizando un ordenador, para conseguir uno de varios fines:[cita requerida]
- Construir un programa o ordenador capaz de alcanzar el nivel de creatividad humano.
- Entender mejor la creatividad humana y formular una perspectiva algorítmica del comportamiento creativo humano.
- Diseñar programas que puede realzar la creatividad humana, sin que sean necesariamente creativos.

El campo de la creatividad computacional abarca asuntos teóricos y prácticos en el estudio de  la creatividad. El trabajo teórico de la propia definición de creatividad se entiende en paralelo con el trabajo práctico en la implementación de sistemas creativos, con continua comunicación entre ambos.

## Asuntos teóricos
Como se ha podido observar por la cantidad de actividad en el campo (por ejemplo, publicaciones, conferencias y talleres), la creatividad computacional es una área de investigación en pleno crecimiento. Sin embargo, el desarrollo de dicho campo todavía está obstaculizado por una gran cantidad de problemas fundamentales.[cita requerida] Es muy difícil, incluso imposible, definir la creatividad en términos objetivos. No se sabe si se trata de un estado mental, un talento o habilidad o un proceso. La creatividad toma muchas formas en la actividad humana, algunos de ellos "eminentes" (a veces, equivalentes a una "Creatividad" con C mayúscula) y algunos de ellos "mundanos".
Estos son problemas que complican el estudio de la creatividad en general, pero algunos problemas se vinculan específicamente con la creatividad computacional:[cita requerida]
- ¿La creatividad puede programarse? En sistemas dotados de creatividad, ¿proviene ésta del propio sistema o de su programador o diseñador?
- ¿Cómo evaluar la creatividad computacional? ¿Qué es lo que cuenta como creatividad, en un sistema computacional? ¿Son creativos los sistemas de generación de lenguajes naturales creativos? ¿Son creativos los sistemas de traducción automática? ¿Qué distingue la investigación en el campo de la creatividad computacional de la investigación en inteligencia artificial, en general?
- Si la creatividad eminente trata de romper las reglas o negar la convención, ¿cómo es posible que un algoritmo sea creativo? En esencia, esto es una variante de la oposición de Ada Lovelace a la inteligencia de las computadoras, tal y como lo han resumido teóricos modernos como Teresa Amabile.[1] Si una máquina sólo puede hacer aquello para lo que está programada, ¿cómo puede considerarse que su comportamiento es creativo?

De hecho, no todos los informáticos estarían de acuerdo con la premisa de que los ordenadores sólo pueden hacer para lo que se programaron, lo cual es un punto clave a favor de la creatividad computacional.

## Definición de la creatividad en términos computacionales
Debido a que ninguna perspectiva o definición parece ofrecer una descripción clara de creatividad, Shaw y Simon, investigadores de IA Newell, desarrollaron la combinación de novedad y utilidad al punto clave de una vista multifacética de creatividad, que utiliza los siguientes cuatro criterios para categorizar una cierta respuesta o solución como creativa:
- La respuesta es novedosa y útil (ya sea para el individuo o para la sociedad).
- La respuesta hace que se rechacen ideas previamente aceptadas.
- La respuesta es el resultado de una persistencia y motivación intensas.
- La respuesta proviene de aclarar un problema que originalmente era impreciso.

Mientras que la definición anterior refleja un acercamiento general a la creatividad computacional, los psicólogos computacionales involucrados en las investigaciones de redes neuronales artificiales han desarrollado un estudio alternativo más exhaustivo. Entre finales de 1980 y principios de 1990, por ejemplo, dichos sistemas neuronales estuvieron generados por algoritmos genéticos. Los experimentos que implican redes recurrentes fueron exitosos generando melodías musicales sencillas y predecir las expectativas del oyente.
Mientras se llevaba a cabo este estudio, algunos psicólogos computacionales tomaron la perspectiva, popularizada por Stephen Wolfram, de que podrían surgir comportamientos del sistema considerados complejos (por ejemplo, la producción creativa de la mente) de algoritmos considerados sencillos. Según el pensamiento neurofilosófico, también resulta evidente que el lenguaje resultó ser un obstáculo al intentar producir un modelo científico de cognición, creativo o no, ya que trajo con él muchos halagos no científicos que eran más reconfortantes que certeros. Por lo tanto, surgen preguntas como qué tan "rica", "compleja" y "maravillosa" era la creación cognitiva.

## Redes neuronales artificiales
Antes de 1989, se usaron redes neuronales artificiales para modelar ciertos aspectos de la creatividad. Peter Todd (1989) primero entrenó una red neuronal para reproducir melodías musicales de un conjunto de piezas musicales de entrenamiento. Luego, utilizó un algoritmo de cambio para modificar los parámetros de entrada de la red. La red era capaz de generar, aleatoriamente, música nueva de una manera altamente incontrolada.  En 1992, Todd extendió este trabajo, utilizando el llamado enfoque del profesor distante, que habían desarrollado Paul Munro, Paul Werbos, D. Nguyen, Bernard Widrow, Michael I. Jordania y David Rumelhart. En la aproximación nueva, hay dos redes neuronales; una de ellas suministra patrones de entrenamiento a la otra. En trabajos posteriores realizados por Todd, un compositor seleccionaría un conjunto de melodías que definen el espacio de melodía, las colocaría en un segundo plano con una inferfaz gráfica y entrenaría una red para producir esas melodías, a fin de escuchar las nuevas melodías que la red genera correspondientes a puntos intermedios en el segundo plano.[cita requerida]
Más recientemente, se ha desarrollado un modelo neurodinámico de redes semánticas para estudiar cómo la estructura de conectividad de estas redes se relaciona con la riqueza de las construcciones semánticas o ideas que pueden generar. Está demostrado que las redes neuronales semánticas que tienen dinámicas semánticas más ricas que otras estructuras de conectividad pueden proporcionar ideas sobre cómo la estructura física del cerebro determina una de las características más profundas de la mente humana: su capacidad para el pensamiento creativo.

## Conceptos clave de la literatura
Algunos temas de alto nivel y filosóficos se repiten en el campo de la creatividad computacional.

### Categorías importantes de creatividad
Margaret Boden utiliza, para la creatividad que es novedosa únicamente para el agente que lo produce, el término creatividad P (o creatividad psicológica) y, para la creatividad reconocida como novedosa por la sociedad, el término creatividad  (o creatividad histórica). Stephen Thaler sugiere una nueva categoría que él llama creatividad V o creatividad visceral, donde el significado se inventa para los sentidos de entrada a la arquitectura de la máquina creativa, para que la red produzca interpretaciones alternativas, y otras redes por debajo ajustan la interpretación para que se ajuste al contexto. Una variedad importante de la creatividad V es la conciencia, en la que el significado se inventa de forma reflexiva para activarse, como en el cerebro.[cita requerida]

### Creatividad exploratoria y transformacional
Boden también distingue entre la creatividad que surge de una exploración dentro de un espacio conceptual establecido y la creatividad que surge de una transformación deliberada o trasciende este espacio. Denomina a la primera creatividad exploratoria y a la segunda creatividad transformacional, y considera que esta última es un tipo de creatividad mucho más radical, desafiante y menos común que la anterior. Siguiendo los criterios elaborados previamente por Newell y Simon, puede verse que ambas formas de creatividad tendrían que producir resultados notables y útiles (criterio 1), pero es más probables que la creatividad exploratoria surja de una búsqueda minuciosa y persistente de un espacio bien entendido (criterio 3), mientras que la creatividad transformacional tendría que implicar el rechazo de algunas de las restricciones que define este espacio (criterio 2) o algunas de las suposiciones que define el propio problema (criterio 4). Las ideas de Boden han guiado el trabajo realizado acerca de la creatividad computacional hacia un nivel muy general, lo que ha motivado a desarrollar trabajos en un marco técnico de sustancia algorítmica. Aun así, las ideas de Boden son incluso más recientes que el tema de formalización, más notable en el trabajo de Geraint Wiggins.

### Generación y evaluación
El criterio de que los productos creativos tendrían que ser útiles significa que los sistemas computacionales creativos suelen estar estructurados en dos fases: generación y evaluación. En la primera fase, se generan nuevas construcciones (nuevas para el propio sistema y, por lo tanto, se trata de una creatividad P); todas las construcciones ya conocidas por el sistema se filtran en este punto. Se evalúa entonces este cuerpo de construcciones potencialmente creativas, a fin de determinar cuáles son significativas y útiles y cuáles no. Esta estructura bifásica conforma el modelo Geneplore de Finke, Ward y Smith, que es un modelo psicológico de generación creativa basada en la observación empírica de la creatividad humana.

### Creatividad combinatoria
Un buen trato, a pesar de todo, de la creatividad humana puede entenderse como combinación novedosa de objetos o ideas preexistentes. Algunas estrategias comunes para la creatividad combinatoria son:
- Colocar un objeto familiar en un contexto desconocido (por ejemplo, Marcel Duchamp, Fuente) o un objeto desconocido en un encuadre familiar (por ejemplo, El Beverly Hillbillies).
- Mezclar dos objetos o géneros diferentes (por ejemplo, la historia de ciencia ficción ambientada en el salvaje Oeste, con cowboys robot, en Westworld, o al revés, como en Firefly; los poemas japoneses haiku, etcétera).
- Comparar un objeto familiar con un objeto no conocido (por ejemplo, "el maquillaje es la burka occidental", "Un zoológico es una galería con exposiciones vivientes", etcétera).
- Añadir una característica nueva e inesperada a un concepto existente (por ejemplo, añadir un escalpelo a una navaja suiza (cuchillo del ejército suizo), añadir una cámara a un teléfono móvil, etcétera).
- Comprimir dos escenarios incongruentes a la misma narrativa para conseguir un chiste (por ejemplo, el Emo Philips "Las mujeres siempre me están utilizando para adelantar sus carreras. ¡Malditos antropólogos!").
- Utilizar una imagen icónica de un ámbito en otro distinto para una idea no relacionada o incongruente (por ejemplo, utilizar la imagen del modelo de Marlboro para vender coches o para anunciar los peligros de fumar).[cita requerida]

La perspectiva combinatoria permite modelar la creatividad como un proceso de búsqueda a través del espacio de combinaciones posibles. Las combinaciones pueden surgir de la composición o concatenación de diferentes representaciones o bien a través de una transformación basada en reglas o estocástica de representaciones iniciales e intermedias. Pueden usarse algoritmos genéticos y redes neuronales para generar mezclas o cruces de representaciones que capturan una combinación de entradas diferentes.[cita requerida]

#### Mezcla conceptual
Mark Turner y Gilles Fauconnier propone un modelo llamado Redes de Integración Conceptual que elabora sobre las ideas de Arthur Koestler acerca de la creatividad, así como sobre un trabajo más reciente de George Lakoff y Mark Johnson, sintetizando ideas de investigación sobre lingüística cognitiva a espacios mentales y metáforas conceptuales. Su modelo básico define una red de integración como cuatro espacios conectados:
- Un primer espacio de entrada (contiene una estructura conceptual o espacio mental)
- Un segundo espacio de entrada (para mezclarse con la primera entrada)
- Un espacio genérico de imagen y convenciones que permiten considerar los espacios de entrada desde una perspectiva integrada
- Un espacio mezclado en el que se combina una proyección seleccionada de los elementos de ambos espacios de entrada; las inferencias que surgen de esta combinación también residen aquí, dirigiendo en ocasiones hacia estructuras emergentes que se encuentran en conflicto con las entradas.

Fauconnier y Turner describen una serie de principios óptimos que pretenden guiar la construcción de una red integrada bien formada. En esencia, ven la mezcla como un mecanismo de compresión en el que dos o más métodos de entrada están comprimidos en una única estructura. Esta compresión opera en el nivel de las relaciones conceptuales. Por ejemplo, una serie de relaciones de semejanza entre los espacios de entrada pueden comprimirse en una única relación de identidad en la mezcla.[cita requerida]
Se han obtenido algunos resultados exitosos a nivel computacional con el modelo de mezcla, extendiendo modelos computacionales preexistentes de asignación analógica, compatibles por su énfasis en la conexión de estructuras semánticas. Más recientemente, Francisco Cámara Pereira presentó una aplicación de la teoría de mezclado que emplea ideas tanto de inteligencia artificial simbólica (GOFAI) como algoritmos genéticos para explicar algunos aspectos de la teoría de mezclado de forma práctica; los ámbitos de sus ejemplos van desde lo lingüístico hasta lo visual, y el último incluye sobre todo la creación de monstruos míticos combinando modelos gráficos 3-D.

## Creatividad lingüística
El lenguaje proporciona una oportunidad continua para la creatividad, evidente en la generación de nuevas frases, expresiones, juegos de palabras, neologismos, rimas, alusiones, sarcasmo, ironía, símiles, metáforas, analogías, ocurrencias y chistes. Los hablantes nativos de lenguas morfológicamente ricas crean con frecuencia nuevas formas de palabras que son fáciles de entender, a pesar de que nunca encontrarán su definición en el diccionario. La generación del lenguaje natural ha sido bien estudiada, pero estos aspectos creativos de la lengua diaria todavía tienen que analizarse más a fondo.[cita requerida]

### Generación de historias
Los trabajos más importantes en esta área de creación lingüística se han llevado a cabo desde 1970, con el desarrollo del hilo de cuentos de James Meehan. Este trabajo entendía las historias como descripciones narrativas de un esfuerzo que soluciona problemas, y creó historias estableciendo primero un objetivo para los personajes de la historia, de modo que su búsqueda de la solución podría seguirse y estudiarse. El sistema MINSTREL representa una elaboración compleja de esta aproximación básica, distinguiendo una gama de objetivos de los personajes en la historia de una gama de los objetivos del autor para la historia. Sistemas como Bringsjord BRUTUS elaboran estas ideas para crear historias con complejos temas interpersonales, como la traición. Sin embargo, MINSTREL modela explícitamente el proceso creativo con un conjunto de métodos de adaptación de la transformación de los recuerdos (TRAM) para crear nuevas escenas a partir de las ya existentes. El modelo MEXICA, de Rafael Pérez y Pérez y Mike Sharples, está más interesado en el proceso creativo de contar historias, e implementa una versión del modelo cognitivo de escritura creativa.
La compañía Ciencia Narrativa crea noticias generadas con un ordenador y los informes comercialmente disponibles, incluyendo resúmenes de acontecimientos deportivos basados en datos estadísticos del juego. También elabora informes financieros.

### Metáforas y símiles
Ejemplo de una metáfora: "She was an ape."
Ejemplo de un símil: "Felt like a tiger-fur blanket."
El estudio computacional de estos fenómenos principalmente ha centrado la interpretación como un proceso basado en el conocimiento. Científicos computacionales como Yorick Wilks, James Martin, Dan Fass, John Barnden y Mark Lee han desarrollado aproximaciones al procesamiento de metáforas basadas en el conocimiento tanto a nivel lingüístico como lógico. Tony Veale y Yanfen Hao han desarrollado un sistema llamado Sardonicus, que adquiere una base de datos comprensible de símiles de la web; estos símiles se etiquetan como auténticos (por ejemplo, "as hard as steel") o irónicos (por ejemplo, "as hairy as a bowling ball", "as pleasant as a root canal"); los símiles de cualquier tipo pueden recuperarse cuando así se desea para cualquier adjetivo específico. Utilizan estos símiles como la base de un sistema de generación de metáforas en línea llamado Aristóteles, que puede sugerir metáforas léxicas para un objetivo descriptivo específico (por ejemplo, para describir a una supermodelo como delgada).

### Analogía
El proceso de razonamiento analógico se ha estudiado desde una perspectiva de asignación y recuperación, la última clave para generar nuevas analogías. La escuela dominante de investigación, como adelantó Dedre Gentner, ve la analogía como un proceso que preserva la estructura; este enfoque se aplicó en la máquina de asignación de estructuras (SME), el MAC/FAC o máquina de recuperación (MAC/FAC son las iniciales de la expresión en inglés: "Llaman a muchos, eligen a pocos"), ACMÉ (Motor Analógico de Mapeo de Restricciones) y ARCS (sistema analógico de recuperación de restricciones). Otro enfoque basado en la asignación incluye Sapper, el cual sitúa el proceso de asignación en un modelo de red semántica de memoria. La analogía es una subárea muy activa de la computación creativa y la cognición creativa; algunos de los especialistas activos en esta área son Douglas Hofstadter, Paul Thagard y Keith Holyoak. También destacan Peter Turney y Michael Littman, con su enfoque de aprendizaje automático para la solución de problemas de analogías del estilo SAT, lo que sirve para conseguir una puntuación muy similar a la media de puntuaciones que obtuvieron los seres humanos en estas pruebas.[cita requerida]

### Generación de chistes
Los sistemas computacionales de generación de chistes más exitosos hasta la fecha se han centrado en la generación de juegos de palabras, como se ve reflejado en el trabajo de Kim Binsted y Graeme Ritchie. Este trabajo incluye el sistema JAPE, que puede generar una amplia gama de juegos de palabras, evaluados como novedosos y divertidos por jóvenes. El sistema STANDUP se desarrolló experimentalmente como un medio para realzar la interacción lingüística con niños con discapacidades de comunicación. Poco se ha avanzado al generar humor que implica otros aspectos de lenguaje natural, como el malentendido deliberado de la referencia pronominal (en el trabajo de Hans Wim Tinholt y Anton Nijholt), así como en la generación de acrónimos humorísticos en el sistema HAHAcronym de Oliviero Stock y Carlo Strapparava.

### Neologismos
La mezcla de múltiples formas de palabras es una de las formas predominantes para la creación de nuevas palabras en el lenguaje; estas palabras nuevas se llaman, generalmente, "mezclas" o "palabras portmanteau" (término acuñado por Lewis Carroll, en A través del espejo y lo que Alicia encontró allí). Tony Veale desarrolló un sistema que llamó ZeitGeist, que cosecha palabras clave de Wikipedia y las interpreta en función de su contexto local en esta enciclopedia y de los sentidos de la palabra en cuestión en WordNet. ZeitGeist también pretende generar neologismos; combina elementos de un inventario de partes de palabras cosechadas de WordNet, y simultáneamente determina formas nuevas para estas palabras. Luego, hace búsquedas en internet para determinar qué palabras nuevas son significativas y qué neologismos no se han usado; esta búsqueda identifica el subconjunto de palabras generadas que son nuevas (H-creativo) como útiles. Se han aplicado consideraciones neurolingüísticas para analizar el proceso de creación de palabras en el cerebro, visto el proceso neurocognitivo como el responsable de la intuición, las ideas, la imaginación y la creatividad y para crear un servidor que invente nuevos nombres para productos, basados en su descripción. Además, el sistema Nehovah mezcla dos palabras en un neologismo que conserva los significados de las dos palabras de origen. Nehovah busca sinónimos en WordNet, y Thetoptens busca hipónimos de la cultura pop. Los sinónimos e hipónimos se juntan para crear un conjunto de neologismos. Éstos pueden puntuarse entonces, a partir de su estructura de palabra, de qué tan única es la palabra, de cómo se conectan los conceptos entre sí, y de si el neologismo tiene una referencia en la cultura pop.[cita requerida]

### Poesía
Más que el hierro, más que el plomo, más que el oro, necesito electricidad. La necesito más de lo que necesito el cordero, el cerdo, la lechuga o el pepino. La necesito para mis sueños.
Racter, de la barba del policía está a medio construir

Como los chistes, los poemas implican una interacción compleja de restricciones diferentes, y un generador de poemas sin objetivo general combina adecuadamente el significado, el fraseo, la estructura y los aspectos relacionados con la rima. Sin embargo, Pablo Gervás ha desarrollado un sistema digno de mención llamado ASPERA, que emplea un razonamiento basado en casos (CBR) para generar formulaciones poéticas de un texto de entrada específico, componiendo fragmentos poéticos que se recuperan de un caso base de poemas existentes. Cada fragmento del poema en el caso base de ASPERA está anotada con una palabra en prosa que expresa el significado del fragmento, y esta palabra se utiliza como clave para cada fragmento. Las reglas métricas se utilizan para combinar estos fragmentos en una estructura poética bien formada. Arriba de este párrafo, al inicio de esta sección, aparece un ejemplo.

## Creatividad musical
La creatividad computacional en el ámbito de la música se ha centrado tanto en la generación de partituras musicales para el uso de músicos humanos como en la generación de música para su interpretación por ordenadores. Se aplica en la música clásica (software que genera música en el estilo de Mozart y de Bach) y en el jazz. Sobre todo, David Coope ha escrito un sistema de software al que denominó "experimentos en inteligencia musical" (o "EMI"), capaz de analizar y generalizar música existente compuesta por un humano para generar nuevas composiciones musicales en el mismo estilo. Los resultados presentados por EMI son lo bastante convincentes como para persuadir a oyentes humanos de que la música está generada por humanos a un nivel alto de competencia.
En el campo de la música clásica contemporánea, Iamus es el primer ordenador que compone desde cero, y produce partituras que los intérpretes profesionales pueden tocar. La Orquesta Sinfónica de Londres interpretó una pieza para orquesta, incluida en el disco de estreno de Iamus, que la revista New Scientist describió como "El primer trabajo importante compuesto por un ordenador y tocado por una orquesta". Melomics, la tecnología detrás de Iamus, es capaz de generar piezas en estilos diferentes de música con un nivel de calidad similar.[cita requerida]
La búsqueda de la creatividad en el jazz se ha centrado en el proceso de improvisación y las demandas cognitivas que se centran en un agente musical: razonando sobre el tiempo, recordando y conceptualizando qué se ha interpretado previamente, y planeando qué podría interpretarse después. El robot Shimon, desarrollado por Gil Weinberg, de la Tecnológica de Georgia, ha demostrado la improvisación de jazz. Entre los programas de cómputo de improvisación virtual basados en modelos de aprendizaje automático de estilos musicales, están: OMax, SoMax y PyOracle, utilizados para crear improvisaciones, realimentando al sistema con secuencias de longitud variable aprendidas del intérprete en directo.
En 1994, una arquitectura de máquina creativa podía generar 11,000 ganchos musicales, entrenando una red neuronal con 100 melodías que habían aparecido en las listas de éxitos durante los últimos 30 años. En 1996, una máquina creativa observó las expresiones faciales de la audiencia a través de un sistema de visión y perfeccionó sus talentos musicales para generar un álbum llamado Canciones de las neuronas.
En el campo de la composición musical, los trabajos patentados por René-Louis Barón permitieron hacer un robot que puede crear e interpretar, con una orquesta, muchas melodías "coherentes" en cualquier estilo musical. Todos los parámetros físicos exteriores asociados con los parámetros musicales pueden influir y desarrollar cada una de las canciones (en tiempo real, mientras se escucha la canción). Medal-Composer, un invento patentado, genera problemas de derechos de autor.[cita requerida]

## Creatividad visual y artística
La creatividad computacional en la generación de arte visual ha tenido algunos éxitos notables en la creación de arte abstracto y arte representacional. El programa más famoso, en este ámbito, es AARON, de Harold Cohen, que se ha estado desarrollando y mejorando de manera continua desde 1973. AARON muestra una gama de producciones, generando pinturas en blanco y negro o a color que incorporan figuras humanas (por ejemplo, bailarines), plantas en tiestos, rocas y otros elementos con imágenes de fondo. Estas imágenes son de una calidad suficientemente alta para mostrarse en galerías de prestigio.[cita requerida]
El sistema NEvAr ("Neuro-Arte Evolutivo"), de Penousal Machado, utiliza un algoritmo genético para derivar una función matemática que luego se usa para generar una superficie tridimensional a color. Un humano elige los mejores cuadros después de cada fase del algoritmo genético, y estas preferencias sirven como guía para sucesivas fases, obligando así a la producción de NEvAr al espacio de búsqueda considerado más atractivo por los usuarios.
The Painting Fool, desarrollado por Simon Colton, se originó como un sistema para volver a pintar imágenes digitales de una escena en función de distintos estilos pictóricos, distintas paletas de color y distintos tipos de pinceles. Dada su dependencia respecto a una imagen para poder funcionar, las primeras iteraciones de The Painting Fool generaron dudas sobre la presencia o ausencia de creatividad en un sistema de arte computacional. Sin embargo, en trabajos más recientes, The Painting Fool se ha extendido para crear nuevas imágenes, tanto como hace el proyecto AARON, de su propia imaginación limitada. Las imágenes incluyen ciudades y bosques, los cuales se generan a partir de un proceso de selección de condiciones de algunos escenarios básicos proporcionados por el usuario (por ejemplo, estos escenarios dejan el sistema para inferir que los objetos más cercanos al plano de visión tienen que ser más grandes y sus colores más saturados, mientras que los más alejados tendrían que ser menos saturados y pequeños). Artísticamente, las imágenes ahora creadas por The Painting Fool aparecen junto con las creadas por Aaron, aunque los mecanismos extensibles empleados por el anterior (selección de condiciones, por ejemplo) pueden permitirle desarrollar a un pintor más elaborado y sofisticado.[cita requerida]
La artista Krasimira Dimtchevska y el desarrollador de software Svillen Ranev han creado un sistema computacional combinando un generador de frases en inglés basado en reglas y un constructor de composiciones visuales que convierte frases generadas por el sistema en arte abstracto. El software genera automáticamente un número indefinido de imágenes diferentes utilizando distintos colores, formas y tamaños de paletas. El software también permite al usuario seleccionar el tema de las frases generadas o las paletas que se van a usar en el constructor de composiciones visuales.[cita requerida]
En agosto de 2015, investigadores de la Universidad de Tubinga, en Alemania, crearon una red neuronal convolucional que utiliza representaciones neurales para separar y recombinar el contenido y el estilo de imágenes arbitrarias que es capaz de convertir imágenes en imitaciones de obras de arte de artistas como Pablo Picasso o Vincent van Gogh en aproximadamente una hora. Su algoritmo se usa en la web DeepArt, que permite a los usuarios crear imágenes artísticas con su algoritmo.

### Videojuegos
Una área emergente de la creatividad computacional es la de los videojuegos. ANGELINA es un sistema para desarrollar videojuegos de forma creativa en Java, creado por Michael Cook. Un aspecto importante es "Mechanic Miner", un sistema que puede generar segmentos cortos de código que actúa como mecánica del juego. ANGELINA evalúa esta mecánica participando en niveles del juego irresolubles y tratando de confirmar si la nueva mecánica hace el nivel resoluble. A veces, "Mechanic Miner" descubre fallos en el código y los explota para generar una mecánica nueva para que el jugador solucione problemas con ella.
En julio de 2015, Google lanzó DeepDream – un programa de visión computacional de código abierto, creado para detectar caras y otros patrones en imágenes con el objetivo de clasificar las imágenes automáticamente, lo cual utiliza una red neuronal convolucional para encontrar y mejorar los patrones en imágenes a través de algoritmos pareidolia, creando así una apariencia de sueño psicodélico en el sobre-procesado de las imágenes.
A principios de 2016, un equipo internacional de investigadores explicaron cómo un nuevo método de creatividad computacional, conocido como Digital Synaptic Neural Substrate (DSNS), podría utilizarse para generar juegos de ajedrez originales que no deriven de la base de datos del final del juego. La DSNS puede combinar características de los distintos objetos (por ejemplo, problemas de ajedrez, pintura, música) mediante métodos estocásticos, con el fin de obtener una nueva característica que pueda usarse para generar objetos en cualquiera de los dominios originales. Las partidas de ajedrez aparecen en YouTube.

## La creatividad en la resolución de problemas
La creatividad también es útil en la búsqueda de soluciones poco comunes en la resolución de problemas. En la psicología y en la ciencia cognitiva, esta área de investigación se llama resolución creativa de problemas. Recientemente, se ha aplicado la teoría de la interacción explícita-implícita (EII) de la creatividad, utilizando un modelo computacional basado en CLARION que permite el simulacro de incubación y visión en la solución de problemas. El énfasis de este proyecto de creatividad computacional no está en funcionamiento por sí mismo (como en proyectos de inteligencia artificial), sino en la explicación de los procesos psicológicos que llevan a la creatividad humana y a la reproducción de datos recogidos en experimentos psicológicos. Por ahora, este proyecto ha conseguido proporcionar una explicación para efectos de incubación en experimentos de memoria sencilla e ideas en la solución de problemas.

## Debate sobre las teorías "generales" de creatividad
Algunos investigadores creen que la creatividad es un fenómeno complejo cuyo estudio es mucho más complicado por la plasticidad de la lengua que se utiliza para describirlo. No solo es posible describir el agente de creatividad como "creativo", sino también el producto y el método. Por consiguiente, podría afirmarse que es poco realista hablar de una teoría general de la creatividad. Sin embargo, algunos principios generativos son más generales que otros, lo que ha llevado a algunos a afirmar que algunas técnicas computacionales son teorías generales. Stephen Thaler, por ejemplo, propone que algunas modalidades de redes neuronales son suficientemente generativas y bastante generales para manifestar un alto grado de capacidades creativas. Asimismo, la teoría formal de la creatividad se basa en un principio computacional sencillo publicado por Jürgen Schmidhuber en 1991. La teoría postula que la creatividad, la curiosidad y la atención selectiva en general son subproductos de un principio algorítmico sencillo para medir y optimizar el proceso de aprendizaje.

## Crítica de la creatividad computacional
Los ordenadores tradicionales, usados principalmente en la aplicación de la creatividad computacional, no permiten la creatividad, ya que fundamentalmente se transforman en un conjunto de parámetros de salida discretos que utilizan un conjunto limitado de funciones computacionales. Un ordenador no puede ser creativo, ya que todo lo que produce tiene que haber estado ya presente en los datos de entrada o en los algoritmos. Algunos debates relacionados y referencias a trabajos similares se pueden encontrar en trabajos recientes de fundaciones filosóficas de simulación.
Matemáticamente, el mismo conjunto de argumentos en contra de la creatividad han sido propuestos por G. J. Chaitin. Las observaciones provienen de una perspectiva de la teoría del modelo. Toda esta crítica resalta el hecho de que la creatividad computacional es útil y puede parecer creatividad, pero no es creatividad real, ya que no se crea nada nuevo, solo se transforma con algoritmos bien definidos.

## Acontecimientos
La Conferencia Internacional de Creatividad Computacional (ICCC) se organiza anualmente. Los eventos incluyen:
- ICCC 2018, Salamanca, España
- ICCC 2017, Atlanta, Georgia, EE.UU.
- ICCC 2016, París, Francia
- ICCC 2015, Park City, Utah, EE.UU. (Emily Corta)
- ICCC 2014, Ljubljana, Eslovenia. (Oliver Deussen)
- ICCC 2013, Sydney, Australia. (Arne Dietrich)
- ICCC 2012, Dublín, Irlanda. (Steven Smith)
- ICCC 2011, Ciudad de México, México. (George E. Lewis)
- ICCC 2010, Lisboa, Portugal. (Nancy J. Nersessian y Mary Lou Maher)

Antes, la comunidad de creatividad computacional ha mantenido un taller específico: el Taller de la Junta Internacional en Creatividad Computacional, cada año desde 1999. (enlace roto disponible en este archivo).
- IJWCC 2003, Acapulco, México (IJCAI 2003)
- IJWCC 2004, Madrid, España (ECCBR 2004)
- IJWCC 2005, Edimburgo, Reino Unido (IJCAI 2005)
- IJWCC 2006, Riva del Garda, Italia (ECAI 2006)
- IJWCC 2007, Londres, Reino Unido
- IJWCC 2008, Madrid, España

La primera Conferencia sobre Simulacros de Ordenador de Creatividad Musical fue:
- CCSMC 2016, 17–19 junio, Universidad de Huddersfield, Reino Unido.[72] Geraint Wiggins y Graeme Bailey.